# Laska (gra planszowa)
Laska (lub Lasca) – gra planszowa wynaleziona w 1911 roku przez Emanuela Laskera, odmiana warcabów.

## Zasady
Gra toczy się na planszy o wymiarach 7x7 pól. Każdy gracz na początku dysponuje 11 żołnierzami, rozmieszczonymi na trzech pierwszych rzędach planszy na wyznaczonych polach. Żołnierze poruszają się tak samo jak zwykłe piony w warcabach — o jedno pole po przekątnej do przodu. Bicie (przeskakiwanie przez piony przeciwnika) jest obowiązkowe, podobnie jak w warcabach. Jednak zbity pion nie jest usuwany, ale „brany do niewoli”: wkłada się go pod pion, który go przeskoczył, przez co tworzą one kolumnę. Kolumna pozostaje pod kontrolą gracza, którego pion (przewodnik) jest na jej szczycie. Może ona poruszać się jak żołnierz i zbijać pojedynczych żołnierzy przeciwnika, którzy trafiają wówczas na jej spód. Pojedynczy żołnierz lub kolumna może przeskoczyć kolumnę przeciwnika — wówczas „wzięty do niewoli” zostaje tylko przewodnik przeskoczonej kolumny, a reszta kolumny zostaje na swoim miejscu, ewentualnie przechodząc pod kontrolę przeciwnika (jeśli nowy wierzchni pion kolumny jest w jego kolorze). W jednym ruchu nie można wziąć do niewoli więcej niż jednego piona z każdego pola. 
Przewodnik kolumny bądź pojedynczy żołnierz, który dotrze do przeciwległego krańca planszy, staje się oficerem (jeśli stanie się to podczas bicia, żołnierz lub jego kolumna kończy tu swój ruch; zasada ta nie dotyczy oficerów). Według oryginalnych zasad Laskera pojedynczy oficer bądź dowodzona przez niego kolumna bije tak samo jak zwykły pion, ale może poruszać się do przodu lub do tyłu. W innych wersjach gry oficer porusza się i bije jak damka w klasycznych warcabach. Oficer będący w środku kolumny nie wpływa na jej możliwości. Oficer może zostać wzięty do niewoli tak samo jak zwykły żołnierz. 
Wygrywa ten gracz, który zablokuje przeciwnikowi możliwość ruchu lub weźmie do niewoli wszystkie piony przeciwnika.